# Austrotyphlops bituberculatus
Austrotyphlops bituberculatus là một loài rắn trong họ Typhlopidae. Loài này được Peters mô tả khoa học đầu tiên năm 1863.